# 偉大的模仿者
偉大的模仿者（英語：The Great Imitator／The Great Masquerader，或譯為偉大的偽裝者）是形容部分無明顯症狀或特徵的疾病因不易診斷或辨別，進而造成醫療者將之與其他疾病混淆的情形。許多被稱為「偉大的模仿者」的疾病均是器官系統類型的疾病。下列的疾病因病徵不明顯，因此有時會被稱為「偉大的模仿者」：
- 許多不同類型的癌症[2]
- 許多風濕病症狀，其中包括：
  - 纖維肌痛[3]
  - 紅斑性狼瘡[4]
    - 系統性紅斑狼瘡[5][6]

  - 結節病[7]
- 多發性硬化症[8]
- 乳糜瀉[9]
- 愛迪生氏病[10]
- 肺栓塞[11]
- 許多不同的感染性疾病，其中包括：
  - 梅毒[12]
  - 萊姆病[13]
  - 土壤絲菌膿胸（英语：Nocardiosis）[14]
  - 結核病[15]
  - 布魯氏菌病
  - 瘧疾[16]